# Sylvie Ferrer
Pour les articles homonymes, voir Ferrer.
Sylvie Ferrer, née le 6 novembre 1967 à Toulouse (Haute-Garonne), est une femme politique française.
Elle est députée de la 1re circonscription des Hautes-Pyrénées en 2022 et réélue en 2024. 
À l'Assemblée nationale, elle est membre du Groupe La France insoumise.

## Biographie

### Parcours professionnel et familial
Sylvie Ferrer est agent de maintenance en aéronautique. Elle a un mari, enseignant au lycée, et une fille.

### Parcours politique
Militante écologiste et altermondialiste, elle est membre de l'association Attac et a animé de nombreuses luttes.
Elle est candidate aux élections régionales de 2015 sur la liste écologiste menée par Gérard Onesta, puis adhère à La France insoumise en 2017.
Candidate lors des élections législatives de 2017 dans la première circonscription des Hautes-Pyrénées, elle se qualifie au second tour en éliminant l'ancien ministre socialiste Jean Glavany. Elle est battue au second tour par le candidat de La République en marche Jean-Bernard Sempastous.
En 2021, elle est candidate lors des élections régionales sur la liste de l'Occitanie populaire, soutenue par La France insoumise dans le département des Hautes-Pyrénées. La même année, elle sera suppléante lors des élections départementales en Hautes-Pyrénées sur le canton de la Haute-Bigorre.
Sylvie Ferrer sera par la suite désignée par les militants de l'Union populaire cheffe de file de la campagne présidentielle de Jean-Luc Mélenchon. Elle sera ensuite officiellement investie candidate de la Nouvelle Union populaire écologique et sociale sur cette même circonscription le 7 mai 2022 lors d'une convention nationale,.
Le 12 juin, lors du premier tour, elle est en ballotage favorable arrivant en tête du premier tour, devançant le député sortant de la majorité présidentielle Jean-Bernard Sempastous. Sylvie Ferrer est élue députée des Hautes-Pyrénées le 19 juin 2022 avec 50,13% des voixet réélue le  7 juillet 2024 avec 53,11% des voix à la suite de la dissolution de l'Assemblée nationale.
À l'Assemblée nationale, elle est membre de la commission du Développement durable et de l'Aménagement du territoire, des groupes d'études Chasse et pêche, Thermalisme en lien avec les Hautes-Pyrénées, Pastoralisme et du groupe thématique pour la 6ème République. 

## Prises de position
Sylvie Ferrer est favorable à une « chasse vivrière » qui selon elle aurait un « rôle bénéfique sur les écosystèmes ». Elle se déclare ainsi opposée à l'interdiction de la chasse un jour par semaine, mesure défendue par le programme de son parti politique la France insoumise.
Elle est à la tête d'une liste de vingt huit députés de gauche qui demandent la libération de Georges Ibrahim Abdallah.